# Compagnetto da Prato
Compagnetto da Prato (Prato, XIII secolo – ...) è stato un poeta italiano della scuola siciliana di Federico II. Di origine toscana, era forse un giullare.

## Opere
Il manoscritto Canzoniere Vaticano latino 3793 ha conservato due canzoni di quest'autore:
- L'amor fa una donna amare
- Per lo marito c'ò rio, lamento di una donna, indotta al tradimento coniugale per le violenze coniugali del marito